# SGA-competitie
De SGA-competitie is de teamcompetitie voor schaakverenigingen die zijn aangesloten bij de Schaakbond Groot-Amsterdam. Anno 2023 bestaat de competities uit vijf niveaus: vier divisies en een hoofdklasse. Ieder team bestaat uit acht schakers.

## Geschiedenis
De SGA-competitie werd opgericht in 1969. Daarvoor bestonden in Amsterdam twee schaakbonden met elk hun eigen competitie: De Hoofdstedelijke Schaakbond en de Amsterdamsche Schaakbond.
Aanvankelijk waren er in de top van de piramide twee Overgangsklasses. De winnaars van die klasses namen het tegen elkaar op om het algeheel kampioenschap van de bond. Vanaf het seizoen 1979/80 werd de competitie gereorganiseerd en bestond er slechts één hoogste klasse (de promotieklasse).
Tot en met het seizoen 2017/18 was de SGA-competitie complementair met de KNSB-competitie: De kampioen van de promotieklasse van SGA-competitie verwierf het recht om het seizoen erop in de Derde Klasse KNSB uit te komen. Andersom konden SGA-teams ook degraderen uit de Derde Klasse. 
Per het seizoen 2018/19 zijn deze competities losgekoppeld. Er vindt niet langer degradatie plaats. Een schaker heeft het recht om in zowel de SGA- als de KNSB-competitie uit te komen. De Promotieklasse werd omgedoopt tot de Hoofdklasse.

## Huidige opzet
In het seizoen 2023/24 bestaat de opzet als volgt:
| Niveau | Divisie/klasse          | Divisie/klasse          | Divisie/klasse          | Divisie/klasse          | Divisie/klasse          | Divisie/klasse          | Divisie/klasse          | Divisie/klasse          | Divisie/klasse          | Divisie/klasse          | Divisie/klasse          | Divisie/klasse          | Divisie/klasse          | Divisie/klasse          | Divisie/klasse          | Divisie/klasse          | Divisie/klasse          | Divisie/klasse          | Divisie/klasse          | Divisie/klasse          | Divisie/klasse          | Divisie/klasse          | Divisie/klasse          | Divisie/klasse          |
| ------ | ----------------------- | ----------------------- | ----------------------- | ----------------------- | ----------------------- | ----------------------- | ----------------------- | ----------------------- | ----------------------- | ----------------------- | ----------------------- | ----------------------- | ----------------------- | ----------------------- | ----------------------- | ----------------------- | ----------------------- | ----------------------- | ----------------------- | ----------------------- | ----------------------- | ----------------------- | ----------------------- | ----------------------- |
| 1      | Hoofdklasse 8 teams     | Hoofdklasse 8 teams     | Hoofdklasse 8 teams     | Hoofdklasse 8 teams     | Hoofdklasse 8 teams     | Hoofdklasse 8 teams     | Hoofdklasse 8 teams     | Hoofdklasse 8 teams     | Hoofdklasse 8 teams     | Hoofdklasse 8 teams     | Hoofdklasse 8 teams     | Hoofdklasse 8 teams     | Hoofdklasse 8 teams     | Hoofdklasse 8 teams     | Hoofdklasse 8 teams     | Hoofdklasse 8 teams     | Hoofdklasse 8 teams     | Hoofdklasse 8 teams     | Hoofdklasse 8 teams     | Hoofdklasse 8 teams     | Hoofdklasse 8 teams     | Hoofdklasse 8 teams     | Hoofdklasse 8 teams     | Hoofdklasse 8 teams     |
| 2      | Eerste Klasse A 8 teams | Eerste Klasse A 8 teams | Eerste Klasse A 8 teams | Eerste Klasse A 8 teams | Eerste Klasse A 8 teams | Eerste Klasse A 8 teams | Eerste Klasse A 8 teams | Eerste Klasse A 8 teams | Eerste Klasse A 8 teams | Eerste Klasse A 8 teams | Eerste Klasse A 8 teams | Eerste Klasse A 8 teams | Eerste Klasse B 8 teams | Eerste Klasse B 8 teams | Eerste Klasse B 8 teams | Eerste Klasse B 8 teams | Eerste Klasse B 8 teams | Eerste Klasse B 8 teams | Eerste Klasse B 8 teams | Eerste Klasse B 8 teams | Eerste Klasse B 8 teams | Eerste Klasse B 8 teams | Eerste Klasse B 8 teams | Eerste Klasse B 8 teams |
| 3      | Tweede Klasse A 8 teams | Tweede Klasse A 8 teams | Tweede Klasse A 8 teams | Tweede Klasse A 8 teams | Tweede Klasse A 8 teams | Tweede Klasse A 8 teams | Tweede Klasse A 8 teams | Tweede Klasse A 8 teams | Tweede Klasse A 8 teams | Tweede Klasse A 8 teams | Tweede Klasse A 8 teams | Tweede Klasse A 8 teams | Tweede Klasse B 8 teams | Tweede Klasse B 8 teams | Tweede Klasse B 8 teams | Tweede Klasse B 8 teams | Tweede Klasse B 8 teams | Tweede Klasse B 8 teams | Tweede Klasse B 8 teams | Tweede Klasse B 8 teams | Tweede Klasse B 8 teams | Tweede Klasse B 8 teams | Tweede Klasse B 8 teams | Tweede Klasse B 8 teams |
| 4      | Derde Klasse A 7 teams  | Derde Klasse A 7 teams  | Derde Klasse A 7 teams  | Derde Klasse A 7 teams  | Derde Klasse A 7 teams  | Derde Klasse A 7 teams  | Derde Klasse A 7 teams  | Derde Klasse A 7 teams  | Derde Klasse A 7 teams  | Derde Klasse A 7 teams  | Derde Klasse A 7 teams  | Derde Klasse A 7 teams  | Derde Klasse B 7 teams  | Derde Klasse B 7 teams  | Derde Klasse B 7 teams  | Derde Klasse B 7 teams  | Derde Klasse B 7 teams  | Derde Klasse B 7 teams  | Derde Klasse B 7 teams  | Derde Klasse B 7 teams  | Derde Klasse B 7 teams  | Derde Klasse B 7 teams  | Derde Klasse B 7 teams  | Derde Klasse B 7 teams  |
| 5      | Vierde Klasse 8 teams   | Vierde Klasse 8 teams   | Vierde Klasse 8 teams   | Vierde Klasse 8 teams   | Vierde Klasse 8 teams   | Vierde Klasse 8 teams   | Vierde Klasse 8 teams   | Vierde Klasse 8 teams   | Vierde Klasse 8 teams   | Vierde Klasse 8 teams   | Vierde Klasse 8 teams   | Vierde Klasse 8 teams   | Vierde Klasse 8 teams   | Vierde Klasse 8 teams   | Vierde Klasse 8 teams   | Vierde Klasse 8 teams   | Vierde Klasse 8 teams   | Vierde Klasse 8 teams   | Vierde Klasse 8 teams   | Vierde Klasse 8 teams   | Vierde Klasse 8 teams   | Vierde Klasse 8 teams   | Vierde Klasse 8 teams   | Vierde Klasse 8 teams   |

### Promotie/degradatie
Uit elke klasse promoveert één team en degradeert één team, met uitzondering van de Vierde Klasse waar de hoogste twee teams promoveren.

## Overzicht kampioenen Promotie-/Hoofdklasse
- 1969/70: VVGA 2

Hoofdklasse:
- 1976/77: Tal 1[1]
- 1977/78: Nieuwendam 1
- 1978/79: Amstelveen 2[2]

Promotieklasse:
- 1979/80: US 1
- 1980/81: Tal 1
- 1981/82: Nieuw-West 1
- 1982/83: Caïssa 1
- 1983/84: Nieuw-West 1
- 1984/85: Amstelveen 2
- 1985/86: MEMO 2[3]
- 1986/87: De Amstel 1[4]
- 1987/88: Tal 2[5]
- 1988/89: Amstelveen 3[6]
- 1989/90: Isolani 1[7]
- 1990/91: Caissa 2[8]
- 1991/92: MEMO 2[9]
- 1992/93: Onbekend
- 1993/94: Caissa 2[10]
- 1994/95: Het Grasmat 1
- 1995 t/m 1999: Onbekend
- 1999/00: VAS 2
- 2000/01: Euwe 3
- 2001/02: Caïssa 2
- 2002/03: Zukertort Amstelveen 5
- 2003/04: De Raadsheer 1
- 2004/05: VAS 3
- 2005/06: Tal/DCG 2
- 2006/07: Het Probleem
- 2007/08: Euwe 2
- 2008/09: Tal/DCG 2
- 2009/10: Oosten-Toren 1
- 2010/11: Tal/DCG 1
- 2011/12: Laurierboom-Gambiet 1
- 2012/13: VAS 3
- 2013/14: Schaakvereniging Almere 2
- 2014/15: Caïssa 6
- 2015/16: VAS 2
- 2016/17: De Amstel 1
- 2017/18: Zukertort Amstelveen 3

Hoofdklasse:
- 2018/19: Caïssa 1
- 2019/20: Competitie gestaakt i.v.m. coronapandemie
- 2020/21: Geen competitie i.v.m. coronapandemie
- 2022/23: Paard d4 1
- 2023/24: VAS 1